# Pfälzer Musikanten
Pfälzer Musikanten ist eine Große Operette in zwei Akten (vier) Bildern von Hans Striehl. Das Libretto verfasste Kurt Neufert. Das Werk erlebte seine Uraufführung am 1. März 1956 im Landestheater in Linz (Oberösterreich).

## Orchester
Zwei Flöten, zwei Oboen, zwei Klarinetten, zwei Saxofone, ein Fagott, drei Hörner, drei Trompeten, drei Posaunen,  ein Klavier, großes Schlagwerk und Streicher. Als Bühnenmusik werden für den ersten Akt eine Klarinette, eine Trompete und vier Akkordeons sowie für den zweiten Akt eine kleine Bauernkapelle mit Klarinette, Trompete, Posaune und Trommel benötigt.

## Bildfolge
Akt I, Bild 1: Marktplatz des Musikantendorfes, Bild 2: Festplatz im Wald;
 Akt II, Bild 3: Vorzimmer und Saal im Rathaus, Bild 4: Marktplatz in Deidesheim

## Handlung
Ein nicht näher genanntes Dorf in der Region Pfalz hat anlässlich des jährlich stattfindenden Weinfestes einen Preis für den besten Musikanten ausgelobt. Bertel Petermann hat sich als letzter Teilnehmer zu dem Wettstreit angemeldet. Erst vor kurzem ist er von einem längeren Auslandsaufenthalt in seine Heimat zurückgekehrt. Das Publikum erwartet, dass auch er wie seine Mitstreiter ein Klarinettensolo spielt; doch zur Überraschung vieler bläst er ein Saxofon. Besonders entsetzt darüber zeigt sich die reiche Weingutsbesitzerin Mathilde Tillmann. Als sie dann auch noch merkt, dass ihre Tochter Else auf den jungen Mann ein Auge geworfen hat und der ihre Gefühle erwidert, rastet sie aus. Es gelingt ihr, die Jury zu beeinflussen, dass Bertel disqualifiziert wird. Missmutig verlässt der Musikant seinen Heimatort. Else schließt sich ihm an.
Am Dienstag nach Pfingsten feiern die Bürger in Deidesheim das jährliche Fest der Geißbockversteigerung. Einer der Höhepunkte des Begleitprogramms soll der Auftritt des berühmten Saxofonisten Bert Berté werden. Hinter diesem Namen verbirgt sich Bertel Petermann. Seine Vorstellung gerät zu einem wahren Triumph. Selbst die Weingutsbesitzerin Tillmann, die auch den Weg nach Deidesheim gefunden hat, ist tief beeindruckt von der Kunst des jungen Burschen. Jemand, der so vom Volk gefeiert wird wie er, käme ihr jetzt als Schwiegersohn durchaus in den Sinn. Sie versöhnt sich wieder mit ihrer Tochter und erteilt ihr den mütterlichen Segen zur sofortigen Verlobung mit dem Pfälzer Musikanten. Vielleicht färbt ja vom Ruhm des künftigen Schwiegersohnes auch auf sie etwas ab.

## Musik
Der Komponist schlägt in seiner Partitur einige Töne an, wie man sie im Genre der Operette der Nachkriegszeit noch nicht gehört hat. Er kann und will nicht verbergen, dass Paul Hindemith sein Lehrmeister war. Vermutlich ist es aber gerade seiner leicht avantgardistischen Musik zuzuschreiben, dass die Operette vom Publikum nicht so begeistert aufgenommen wurde und heute nahezu vergessen ist.